# Brilliance BC3
Brilliance BC3 – samochód osobowy o nadwoziu coupé, produkowany w Chinach od 2007 roku, stworzony we współpracy z BMW i wyposażony w nadwozie pracowni projektowej Pininfarina.